# Зменшений септакорд
Зменшений септакорд ― акорд, що складається з трьох малих терцій і утворює зменшену септиму між нижнім та верхнім звуками.
Зменшений септакорд є хроматичним акордом, оскільки містить хроматичні інтервали. Усі його обернення звучать однаково, завдяки чому він часто використовується як засіб енгармонічної модуляції.

## Зменшений септакорд у тональності
У рамках мажорно-мінорної тональності зменшений септакорд інтерпретується як:
а) септакорд VII ступеня в гармонічному мажорі і гармонічному мінорі (ввідний септакорд), виконує домінантову функцію, але не містить V ступіню, чому має слабше тяжінням в тоніку, ніж домінантсептакорд. Цей акорд може бути розв’язаний відразу в тонічний тризвук, в якому подвоюється терцієвий тон, або септимовий тон (VI ступінь) ведеться на півтону вниз, в результаті чого утворюється домінантовий квінтсекстаккорд, що розв’язується в тонічний тризвук з подвоєнням основного тону.
б) септакорд II ступеня з підвищеним основним і терцієвим тонами в мажорі або IV ступені з підвищеним основним і терцієвим тонами в мінорі. Ці акорди виконують субдомінантову функції та використовуються у вигляді своїх звернень переважно у складних кадансах
в) допоміжний септакорд до домінанти. У цьому випадку ввідний септакорд до тональності IV ступеня розв’язується через найближче обернення домінантсептакорду .

### Енгармонізм зменшеного септакорду
Будь-який зменшений септакорд може бути розв’язаний безпосередньо в чотири тональності. У двох із них він буде ввідним (VII ступеню), ці тональності є однойменними, і ще в двох, паралельних один одному, альтерованою субдомінантою. Ще одна пара дозволів утворюється під час використання допоміжного акорду до домінанті. Кожен із трьох звернень зменшеного септакорду, у свою чергу, може бути дозволено в чотири тональності. Таким чином, вихідний акорд може вести двадцять чотири тональності.

## Зменшений септакорд поза тональністю
Зменшений септакорд виконує функцію центрального елемента в системі зменшеного ладу та деяких інших симетричних ладів .